# Herb powiatu szczycieńskiego
Herb powiatu szczycieńskiego – jeden z symboli powiatu szczycieńskiego, ustanowiony 8 października 2002.

## Wygląd i symbolika
Herb przedstawia na tarczy dzielonej z lewa w skos w polu górnym srebrnym trzy drzewa iglaste zielone i tego samego koloru podłoże, a przed nimi w skoku jeleń czerwony zwrócony w lewo, natomiast w polu dolnym czerwonym umieszczono postać Najświętszej Maryi Panny z Dzieciątkiem Jezus. Nad tarczą zielona szarfa z błękitnym napisem POWIAT SZCZYCIEŃSKI. Herb powiatu nawiązuje do herbów miast, położonych na jego terenie, Szczytna i Pasymia.